# Fantasistykke for piano
Een Fantasiestuk voor piano is een compositie van Hjalmar Borgstrøm, op naam van Hjalmar Jensen. Het is een werkje voor piano solo dat op drie A-viertjes in gekrabbel is opgeschreven. De enige mogelijkheid tot datering is af te leiden uit de tenaamstelling van het werk. De componist Hjalmar Jensen wijzigde zijn naam in 1887 naar Borgstrøm.   